# Detlef Lienau (Theologe)
Detlef Lienau (* 1967) ist ein deutscher evangelischer Theologe.

## Leben
Detlef Lienau studierte Evangelische Theologie an der Universität Göttingen, der Universität Bern, im rumänischen Sibiu und an der Universität Heidelberg. Nach dem Vikariat wurde er 1999 in der Evangelisch-lutherischen Landeskirche Hannovers ordiniert und war bis 2004 Pfarrer der Evang.-luth. Kirchengemeinde Edemissen. Als Mitbegründer zog er 2005 in die Kommunität Beuggen bei Rheinfelden und war als Pfarrer im Schuldienst tätig. Seit 2009 ist er Pfarrer der Evangelischen Landeskirche in Baden. Von 2013 bis 2018 war er Theologischer Studienleiter bei Mission 21 in Basel, von 2013 bis 2015 zugleich Dozent für Ethik an der Dualen Hochschule Lörrach. Seit 2019 ist er Lehrbeauftragter der Evangelischen Hochschule Freiburg.
Seit 2003 bietet Lienau Fernpilgerwanderungen unter anderem auf Jakobs- und Franziskuswegen an und publiziert zu empirischen und geistlichen Aspekten des Pilgerns. Er ist Pilgerbeauftragter der Evangelischen Landeskirche in Baden. Seit 2018 leitet er die Evangelische Erwachsenenbildung Freiburg, wo er die Bereiche Pilgern, Naturspiritualität, Männerarbeit und Studienreisen ausbaute.
2013 wurde er an der Universität Bern zum Doktor der Theologie promoviert (Doktorvater David Plüss). Er ist Mitglied im Team des Instituts für Empirische Religionsforschung an der Universität Bern (IER) und Adjunct Researcher der Theologischen Fakultät der Universität Bern. Seine Forschungsschwerpunkte sind Religionssoziologie, Theologie des Pilgerns, Phänomenologie und Formen zeitgenössischer religiöser Erfahrung. Er ist Initiator des Netzwerks Fortbildungen christliche Naturspiritualität geerdetglauben.de.

## Publikationen
- Sich fremd gehen. Warum Menschen pilgern. Grünewald, Ostfildern 2009, ISBN 978-3-7867-2757-6.
- Religion auf Reisen. Eine empirische Studie zur religiösen Erfahrung von Pilgern. Kreuz-Verlag, Freiburg 2015, ISBN 978-3-451-61356-2.
- Das Weite suchen. Pilgern – mit Gott unterwegs sein. Brunnen-Verlag, Gießen 2018. Niederländisch Ausgabe: Pelgrimeren met God: Inspiratie voor onderweg, Ark Media 2020, ISBN 978-9033826993.
- mit Ivo Bäder-Butschle: Funktionalisierte Religion. Soziologische Perspektiven auf Religion und Kirche. Evangelische Verlagsanstalt, Leipzig 2021. Reprint Edition Pantopṓlion 2023.
- Rucksack packen, Schuhe binden – los! Pilger-Impulse für unterwegs. Luther-Verlag, Bielefeld 2023, ISBN 978-3-7858-0883-2.
- Impulse für den Franziskusweg. Pilger-Proviant. Spiritualität - Legenden - Orte. Band 1 Florenz - La Verna - Assisi, Edition Pantopṓlion 2023.
- Assisi spirituell. Pilger-Proviant. Mit Franziskus Stadt und Umland geistlich erkunden, Edition Pantopṓlion 2024.
- Geerdet glauben. Christliche Naturspiritualität. Vandenhoeck & Ruprecht, Göttingen 2025, ISBN 978-3-525-56876-7.